# Бон-Ченар
Бон-Ченар (перс. بن چنار) — село в Ірані, у дегестані Ґаракан, у Центральному бахші, шахрестані Аштіан остану Марказі. За даними перепису 2006 року, його населення становило 413 осіб, що проживали у складі 98 сімей.

## Клімат
Середня річна температура становить 11,06 °C, середня максимальна – 30,43 °C, а середня мінімальна – -10,00 °C. Середня річна кількість опадів – 236 мм.
| Клімат поселення                              | Клімат поселення | Клімат поселення | Клімат поселення | Клімат поселення | Клімат поселення | Клімат поселення | Клімат поселення | Клімат поселення | Клімат поселення | Клімат поселення | Клімат поселення | Клімат поселення | Клімат поселення |
| Показник                                      | Січ.             | Лют.             | Бер.             | Квіт.            | Трав.            | Черв.            | Лип.             | Серп.            | Вер.             | Жовт.            | Лист.            | Груд.            |                  |
| Середній максимум, °C                         | 5,96             | 6,86             | 11,11            | 17,34            | 22,48            | 28,52            | 30,43            | 29,99            | 25,66            | 19,13            | 12,25            | 7,15             |                  |
| Середня температура, °C                       | −2,03            | −1,11            | 3,11             | 9,35             | 14,51            | 20,54            | 24,40            | 23,97            | 19,64            | 13,09            | 6,22             | 1,10             |                  |
| Середній мінімум, °C                          | −10              | −9,1             | −4,86            | 1,36             | 6,52             | 12,56            | 18,35            | 17,91            | 13,58            | 7,05             | 0,18             | −4,94            |                  |
| Норма опадів, мм                              | 33               | 33               | 44               | 33               | 28               | 4                | 1                | 1                | 0                | 9                | 20               | 30               |                  |
| Середньомісячна швидкість вітру, м/с          | 1.52             | 2.02             | 2.66             | 2.82             | 2.46             | 2.27             | 2.25             | 2.21             | 2.12             | 2.01             | 1.82             | 1.35             |                  |
| Середньомісячна сонячна радіація, кДж/м²·день | 9203             | 12297            | 14952            | 18340            | 22315            | 26822            | 26025            | 24018            | 20926            | 15486            | 11059            | 8980             |                  |
| --------------------------------------------- | ---------------- | ---------------- | ---------------- | ---------------- | ---------------- | ---------------- | ---------------- | ---------------- | ---------------- | ---------------- | ---------------- | ---------------- | ---------------- |
| Джерело:                                      |                  |                  |                  |                  |                  |                  |                  |                  |                  |                  |                  |                  |                  |